# 224
224 (CCXXIV na numeração romana) foi um ano bissexto do século III do Calendário Juliano, da Era de Cristo, teve início a uma quinta-feira  e terminou também a uma sexta-feira, e as suas letras dominicais foram D e C (53 semanas).
| Ano completo                           |
| -------------------------------------- |
| Ano bissexto com início à quinta-feira |